# Juan Álvarez de Molina
Juan Álvarez de Molina (Úbeda, c. siglo xvi) es un famoso escultor, orfebre y rejero castellano del siglo xvi. Conocido por realizar las extraordinarias rejas de la capilla mayor y el coro de la catedral de Toledo en 1547.

## Obra
La rejería —arte de construir rejas o verjas— alcanza durante el renacimiento su mejor expresión y su arte más noble. Álvarez de Molina, junto a Francisco de Villalpando, encuentra en la catedral de Toledo las mejores expresiones de este arte. 
En su ciudad natal realiza numerosas obras, como la reja de la capilla de Francisco de Vago, en la iglesia de San Pablo, la reja de la capilla del Deán Ortega en la iglesia de San Nicolás, que fue concluida en torno a 1537. Con diseño de Andrés de Vandelvira, realiza asimismo la reja del Hospital de Santiago, que acaba en 1576.